# Giovanni Galbaio
Giovanni Galbaio (metà dell'VIII secolo – IX secolo) fu, secondo la tradizione, l'8º doge del Ducato di Venezia.

## Biografia
Le sue vicende biografiche e politiche sono in gran parte legate a quelle del padre Maurizio, che lo precedette nella carica di dux tra il 764 e il 797. Nel 772-773 partecipò alla campagna che si oppose, invano, alla conquista longobarda dell'Istria e cadde prigioniero. Nel 778-779 venne nominato coreggente dal padre, che fu dunque il primo a rendere la carica ducale ereditaria, ispirandosi alle usanze bizantine.
Alla morte di Maurizio, nel 797, Giovanni assunse i pieni poteri. Qualche tempo dopo nominò coreggente il figlio Maurizio II, senza tuttavia sottoporre la decisione al giudizio del popolo. Questa mossa fu condannata dalle fonti che, in generale, hanno un'opinione assai negativa nei confronti di Giovanni e Maurizio II. Quest'ultimo non è nemmeno annoverato nell'elenco ufficiale dei dogi.
Ai primi del IX secolo la situazione per il Ducato, già molto difficoltosa, assunse toni drammatici. Ripresero maggior vigore gli attriti tra il doge e il patriarca di Grado, Giovanni IV, riflettendo la rischiosa politica antifranca dei Galbai in risposta alla repentina ascesa di Carlo Magno, appoggiata da papa Leone III.
Nell'802 la tensione raggiunse il culmine: Giovanni ordinò al figlio di porsi a capo di una flotta per attaccare il patriarca. Grado fu messa a ferro e fuoco mentre il prelato veniva fatto precipitare da una torre del suo castrum.
Questo avvenimento ebbe risvolti disastrosi. A Giovanni successe nell'803 Fortunato che continuò con veemenza la politica filofranca e antidogale del predecessore (di cui era parente). Frattanto, anche alcune famiglie del patriziato veneziano si schierarono apertamente contro i due governanti. Giovanni e Maurizio decisero dunque di lasciare Venezia: il primo riparò, forse, a Mantova, l'altro passò in una località della "Francia". È possibile che i due avessero optato per un vero e proprio esilio, nella speranza di concludere serenamente la loro esistenza da "privati cittadini".
Da questo momento, di loro non sia hanno più notizie. Tra l'803 e l'804 venne nominato doge il tribuno Obelerio che scelse come suo coreggente il fratello Beato.